# Бимо Филд
«Би́мо Филд» (англ. BMO Field) — канадский футбольный стадион, расположенный в Торонто, провинции Онтарио. Домашний стадион профессионального футбольного клуба «Торонто», выступающего в MLS, высшей футбольной лиге США и Канады. Также является домашним полем для сборной Канады по футболу.
Так как ФИФА не признаёт коммерческие названия стадионов, во время матчей проходящих под эгидой ФИФА «Бимо Филд» официально известен как «Национальный футбольный стадион Канады» (Canada's National Soccer Stadium).

## История
В 2006 году, Bank of Montreal (BMO) подписал спонсорское соглашение на десять лет на право переименовать стадион в «BMO Field». «BMO» — биржевой тикер банка, произносящийся «Бимо», отчего и истекает произношение названия стадиона. В 2016 году соглашение было продлено на последующие десять лет.
«Бимо Филд» был построен на средства выделенные компанией «Мэйпл Лиф Спортс энд Энтертейнмент Лтд» (владельцем клуба «Торонто»), федеральным правительством Канады, администрацией провинции Онтарио и муниципалитетом Торонто.  Стадион передан во владение администрации города Торонто.
Первоначально стадион был построен с искусственным игровым покрытием, что нередко вызывало критику со стороны игроков.  В 2010 году «Бимо Филд» был реконструирован и покрытие было заменено на травяное с подогревом.
В 2015 году стадион был реконструирован к Панамериканским играм 2015, его вместимость была увеличена с 21 859 до 30 991.

## Важные спортивные события
На «Бимо Филд» проводятся все домашние международные матчи сборной Канады по футболу.
На стадионе проходили матчи чемпионата мира по футболу среди молодёжных команд 2007 и Чемпионата мира 2014 среди девушек до 20 лет.  «Бимо Филд» также принимал финальные матчи Кубка MLS 2010, 2016 и 2017 годов. В 2015 году на стадионе проходили групповые матчи Золотого кубка КОНКАКАФ 2015, а в 2026 году здесь пройдут матчи чемпионата мира ФИФА.
На поле проходили матчи по регби-7 во время Панамериканских игр 2015 года.
1 января 2017 года в рамках регулярного чемпионата Национальной хоккейной лиги состоялся матч «Столетней классики» между «Торонто Мейпл Лифс» и «Детройт Ред Уингз».
На стадионе пройдут матчи чемпионата мира по футболу 2026 года.